# Сторч, Леонид
Леони́д Сторч (22 декабря 1963, Ленинград — 3 сентября 2019, Варшава) — русскоязычный прозаик, поэт и публицист, живший в США и в Бангкоке (Таиланд). Также известен под именами Леонид Сторчевой, Leonard Storchevoy и Леонид Ланский.

## Биография
Родился 22 декабря 1963 г. в Ленинграде. В 1981 г. поступил, а в 1986 г. окончил Восточный факультет (кафедра китайской филологии) ЛГУ (ныне СПбГУ). В студенческие годы переводил стихи с древнекитайского языка. Его поэтическое творчество формировалось под влиянием Бродского, Сосноры и поэтов из ЛИТО Сосноры в Петербурге. В конце 1980-х годов Сторч учился в Москве в аспирантуре в Институте Дальнего Востока РАН, где работал над диссертацией по истории китайской философии. Параллельно занимался изучением иврита, который вскоре начал преподавать сам.
Эмигрировал в США в 1989 г., где вскоре переквалифицировался в юриста, получив в 1997 г. степень Juris Doctors в Университете штата Флорида. Жил в Нью-Йорке, Атланте, Таллахасси, Майами. Был главным редактором журнала по международной юриспруденции, работал в нескольких юридических фирмах Флориды, специализируясь в иммиграционном праве и ведении судопроизводства в федеральных судах США и судах штата Флорида. Затем вёл собственную юридическую практику в Майами.
В 2006 г. вернулся в Россию, некоторое время занимался преподавательской деятельностью в МГУ и РГГУ, а также возглавлял онлайн бюро переводов в Санкт-Петербурге. В 2009 г. переехал в Таиланд, где работал в университете Сринакаринвирот в Бангкоке, продолжая заниматься творчеством и сотрудничая с либеральными СМИ России.

## Проза
В 2009 году петербургское издательство «Геликон Плюс», которое возглавлял писатель Александр Житинский, выпустило прозаический сборник Сторча «Деревянный саксофон». В сборник вошли повести «Жанна» и «Когда цвели эдельвейсы», а также рассказы «Жизнь прекрасна», «Деревянный саксофон», «Выход No. 99», «Вадимушка», «Пуговица с тигром» и «Дисконт-неделя». Отражая двуязычную жизнь автора, действие его произведений происходит как в России, так и в Америке. Главные темы прозаических сочинений Сторча — любовь, экзистенциальные поиски смысла, жизнь и смерть. Форма подачи материала отличается приверженностью к сюрреализму и фантасмагориям, а также повышенной эмоциональностью и чередованием повествовательных стилей. В этом стилевом жонглировании прослеживается определённая дань постмодернизму. Как отметил философ и культуролог Вадим Россман, постоянная тема, объединяющая рассказы и повести Сторча, — «тема женской экспансии и удушения творческой жизни оказавшихся с ними мужчин. Бодлер говорил, что женщина — это „приглашение к счастью“. Женские типы Сторча всегда приглашают к счастью, но неизменно уводят в другие лабиринты. В результате мужской персонаж застревает в мещанском водовороте, подчинённый чужой воле и мнениям. Он уже не главный герой собственной жизни, а как бы массовка на своих затянувшихся похоронах». Рассказы и очерки Сторча печатались в российских, израильских, американских и латвийских альманах, журналах и газетах, например, «Меценат и мир», «Зеркало», «Под небом единым», «Новое русское слово» и т. д.

## Публицистика и «русинглиш»
Как член редколлегии ежемесячного журнала «Флорида», где он сотрудничал с Александром Росиным, Сторч создал и несколько лет вёл рубрику «На изломе веков: Антология современной русской поэзии» в этом журнале. Представив читателям около 30 авторов, для многих из которых публикация в «Антологии» стала дебютом, эта рубрика была единственной в своём роде в русскоязычной публицистике западного полушария.
В 2000 г. Сторч ввел в русскоязычную публицистику понятие «русинглиш», язык на котором говорит русскоязычное население США и Канады. Его очерк «Русинглиш, великий и могучий, или о чём спикает спикер», впервые опубликованный в 2002 г. под именем «Леонард Сторчевой», десятки раз перепечатывался в сетевых и бумажных изданиях, а термин «русинглиш» надёжно закрепился в русскоязычной публицистике Америки, Европы и Израиля. В 2002 г. Сторч стал лауреатом журнала «Флорида» за этот очерк.

## Поэзия
Сторч регулярно публиковал стихи во многих российских и зарубежных периодических изданиях, в том числе в «Слово-Word», «Побережье», и «Поэзия: 21 век». Ещё в конце 1980-х гг. начал писать в жанре трёхстиший, представляющих собой стилизации японских хокку в имажинистской интерпретации. В то время русское хокку ещё практически не существовало как жанр, и Леха Андреев тоже ещё не родился, и Сторч ввёл его в поэтические круги Петербурга и Москвы. Основные трёхстишия Сторча были изданы только в 2004 г. издательством «Восточная литература» (под псевдонимом «Леонид Ланский», которым автор активно пользовался в Америке). В 2008 г. опубликовал сборник стихов «Расставания». Своим названием этот сборник обязан вошедшему в него циклу из восемнадцати стихотворений, каждое из которых посвящено расставанию с женщиной. Описывая происходящее, автор в названиях стихотворений достаточно подробно указывает место (черкизовское, арбатское, калифорнийское и т. д.), а также даёт эмоциональную окраску происходящего (снисходительное, саркастичное, вневременное, внепространственное и т. д.).

## Переводы
Сторч также занимался переводами древнекитайских поэтов, главным образом Су Ши и Ли Бо. Ему также принадлежит первый перевод (частичный) на русский язык древнекитайского трактата «Янь-цзы чуньцю», один из первых переводов этого трактата на европейские языки, и несколько академических статей, исследующих этот памятник письменности.

## Деятельность на «Эхе Москвы»
С 2012 г. Леонид Сторч являлся постоянным блогером сайта «Эхо Москвы», одного из самых популярных и посещаемых информационно-аналитических порталов в странах бывшего Советского Союза. В марте 2013 г. в рейтинге популярности сайта Сторч закрепился в числе ведущих десяти блогеров. Основные темы его обзоров: политические и культурно-идеологические процессы в современной России, правозащитное движение. Из наиболее известных событий, освещаемых Сторчем, следует отметить дело протестной панк-группы Pussy Riot (2012 г.) и дело активиста поморского движения Ивана Мосеева, подозреваемого властями в шпионаже в пользу Норвегии и осуждённому за разжигание ненависти к русскому этносу и экстремизм (2012—13 гг.). Сторч придерживался либеральных взглядов и находился в непримиримой оппозиции к правящему режиму России.

## Основные премии
- Лонг-лист «Русской премии», 2014
- Лауреат Литературной премии им. Марка Алданова, 2013 — за лучшую повесть года («Вечер осенний»)
- Лауреат премии «Умная сова», 2011 — за самое умное произведение
- Лауреат премии «Серебряное перо Руси», 2010 — за высокое мастерство произведения «У реки, в тени сандала»
- Лауреат премии «журнала Флорида», 2002 — в номинации «Публицистика»

## Публикации

### Книги
- «Деревянный саксофон: Повести и рассказы», изд-во «Геликон Плюс», 2009 (ISBN 978-5-93682-579-8)
- «Расставания: Сборник стихов», изд-во «Поверенный», Рязань, 2008 (ISBN 978-593-550-245-5 (ошибоч.))
- «Следы на воде» (Сб. стихов) (под псевдонимом «Леонид Ланский»), Изд-во «Восточная литература», Москва, 2004 (ISBN 5-02-018426-8)

### Стихи, рассказы, публицистика
- журнал «Зеркало» (Тель-Авив)
- журнал «Меценат и мир» (Москва)
- журнал «Неприкосновенный запас» (Москва)
- альманах «Побережье» (Филадельфия)
- aльманах «Под небом единым» (Санкт-Петербург)
- журнал «Поэзия: 21 век» (Москва)
- журнал «Слово-Word» (Нью-Йорк)
- журнал «Флорида» (Флорида)